# Wodospady strumienia Rufabgo
Wodospady strumienia Bolszoj Rufabgo (ros. Водопады ручья Большой Руфабго, Wodopady ruczja Bolszoj Rufabgo) – wodospady znajdujące się w Adygei, 2 km od przysiółka Kamiennomostskiego w górę rzeki Biełej.

## Szlak wycieczkowy
Wzdłuż strumienia do piątego wodospadu od dołu „Diewiczja kosa” (Dziewiczy Warkocz) wyznaczono szlak wycieczkowy. Do jego początku, położonego u ujścia strumienia Bolszoj Rufabgo, wiedzie most pieszy, przed którym wzdłuż trasy na brzegu Biełej usytuowano parking samochodowy. Przejście przez most jest płatne. Chętni zobaczyć wodospady bezpłatnie mogą przejść piechotą z Kamiennomostskiego lewym brzegiem Biełoj. W takim przypadku ujrzą i inne okoliczne atrakcje: bazar turecki, stare ogrody czerkieskie i jaskinia Skwoznaja. Znakowana ścieżka raczej stromym zejściem prowadzi na początek szlaku wycieczkowego.
O pierwszym wodospadzie „Tri bratca” (Trzej Bracia) na ogół się nie wie i przechodzi obok. Wodospad położony jest na skraju wąwozu, z niego Rufabgo przebija się w dół do Biełej. „Tri bratca” można zobaczyć jeszcze z mostu.
Drugi wodospad „Szum” słychać z daleka. Spadając z wysokości ponad 6 metrów, tworzy czaszę z wodą, miejsce odpoczynku dla turystów. Zejście do wodospadu jest wyposażone w metalową drabinkę z poręczami.
Dalej w ramach wytyczonego szlaku wycieczkowego ogląda się wodospady „Kaskadnyj” (Kaskadowy), „Sierdce Rufabgo” (Serce Rufabgo) i „Diewiczja kosa.”
Ogólne strumień utworzył w wąwozie 16 wodospadów i mnóstwo progów różnej wysokości, ale przedłużyć marsz niezabezpieczonym szlakiem decydują się nie wszyscy. Powyżej „Diewicziej kosy” znajdują się wodospady „Kamniepad” („Kamieniopad”), „Czasza liubwi” (Czasza Miłości), „Diewiczji kosy” i „Lelkin”.
Najwyższy z wymienionych wodospadów „Diewiczja kosa” spada wąską strugą z wysokości około 15 m. Kocioł wody pod nim ma szerokość do 10 metrów, głębokość u podnóża do 2 metrów. W tej czaszy woda kotłuje się i powoli wiruje, po czym dosięga skraju niżej leczącej półki i żebrami cienkich warstw wapienia kaskadą spływa w dół.
Wodospady „Suchoj” (Suchy) i „Grandioznyj” (Olbrzymi) osiągają wysokości odpowiednio do 20 i 15 metrów. Celem przedłużenia szlaku i pokonania wodospadów trzeba minimalnego sprzętu alpinistycznego.
| L.p. | Nazwa                | Współrzędne           | Wysokość nad poziomem morza |
| ---- | -------------------- | --------------------- | --------------------------- |
| 1    | Grandioznyj          | N44°13'51” E40°05'52” | 829 m                       |
| 2    | Suchoj               | Brak danych           | Brak danych                 |
| 3    | Głubokoj             | Brak danych           | Brak danych                 |
| 4    | Dietskij (Dziecięcy) | N44°14'57” E40°07'    | 621 m                       |
| 5    | Gorbatyj (Garbaty)   | N44°15'14” E40°09'18” | 626 m                       |
| 6    | Dalokij (Daleki)     | N44°15'23” E40°09'29” | 614 m                       |
| 7    | Skromnyj (Skromny)   | N44°15'32” E40°09'35” | 582 m                       |
| 8    | Lelkin               | N44°15'31” E40°09'41” | 570 m                       |
| 9    | Diewiczji kosy       | N44°15'33” E40°09'44” | 560 m                       |
| 10   | Czasza lubwi         | N44°15'33” E40°09'47” | 550 m                       |
| 11   | Kamniepad            | N44°15'42” E40°10'    | 529 m                       |
| 12   | Diewiczja kosa       | N44°15'48” E40°10'19” | 501 m                       |
| 13   | Sierdce Rufabgo      | N44°15'52” E40°10'25” | 486 m                       |
| 14   | Kaskadnyj            | N44°15'54” E40°10'31” | 481 m                       |
| 15   | Szum                 | N44°16'9” E40°11'4”   | 437 m                       |
| 16   | Tri bratca           | N44°16'7” E40°11'17”  | 425 m                       |

## Galeria

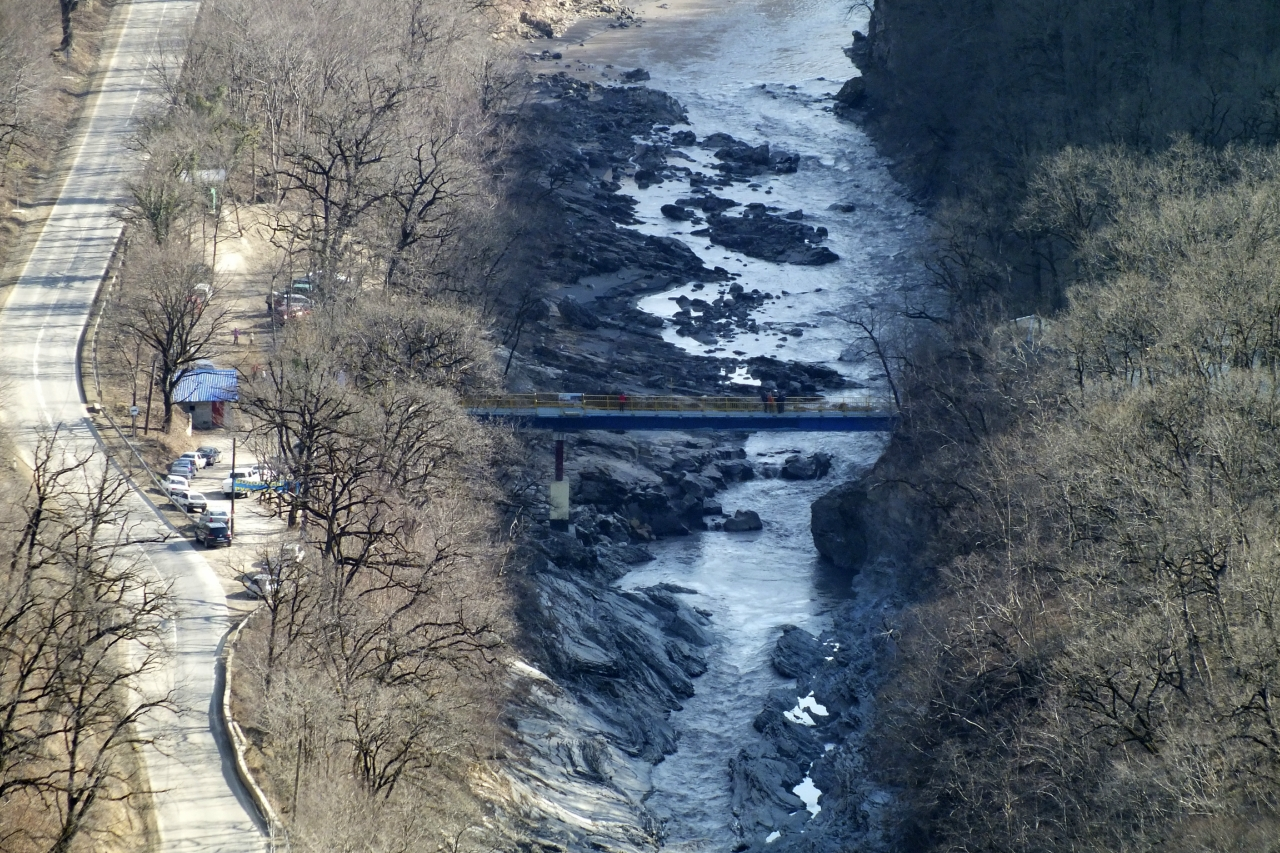
Most pieszy na Biełej
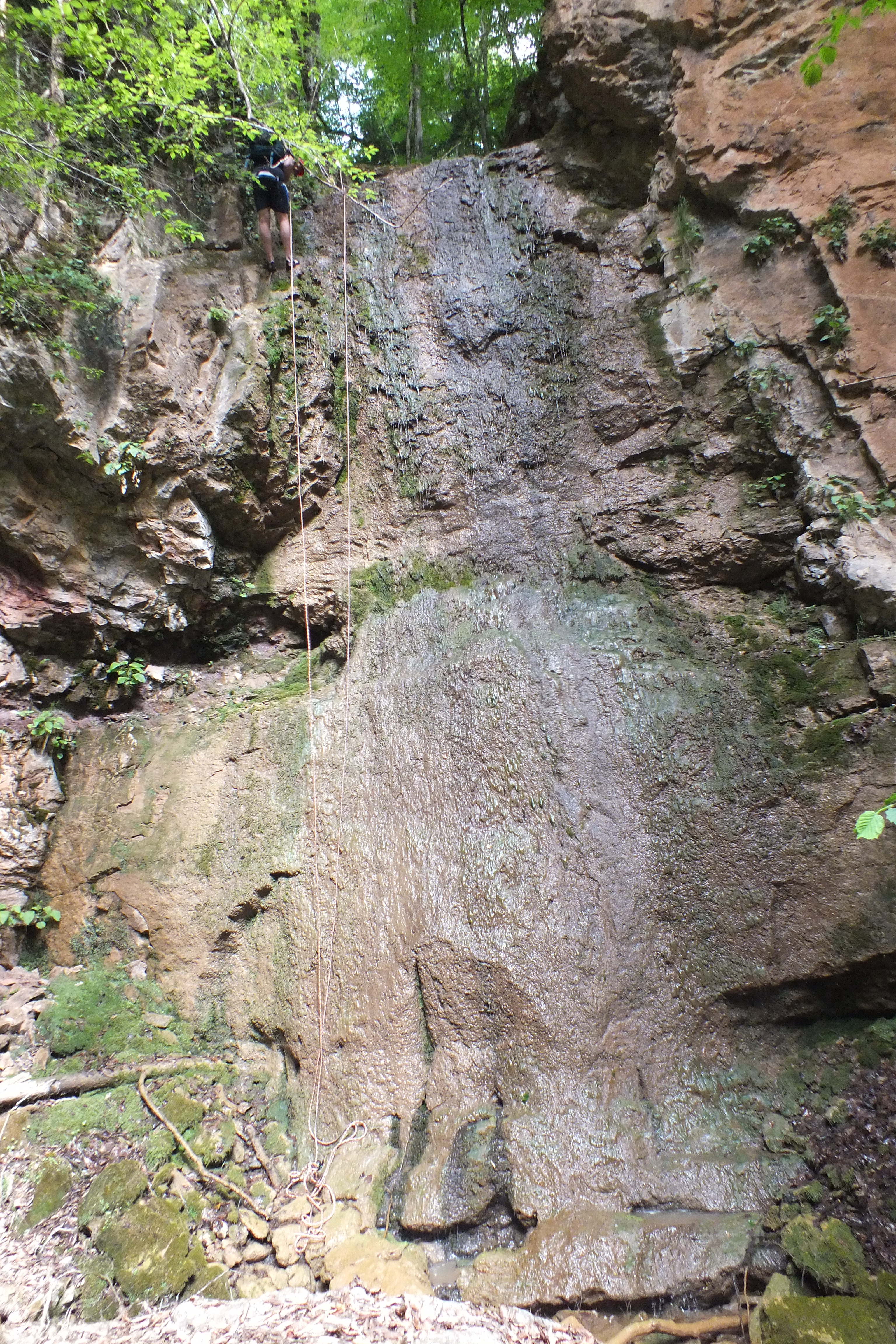
Wodospad Grandioznyj
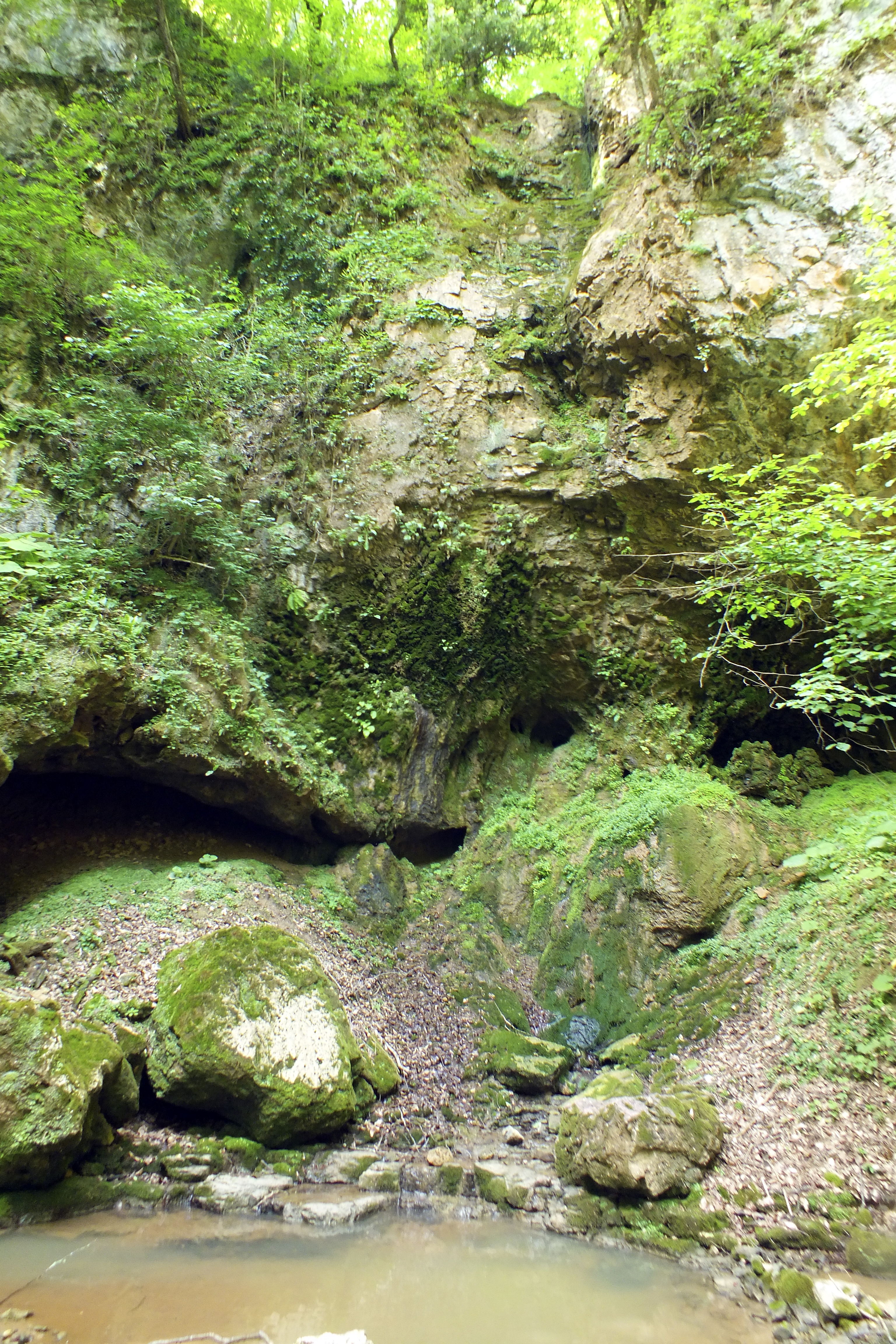
Wodospad Suchoj
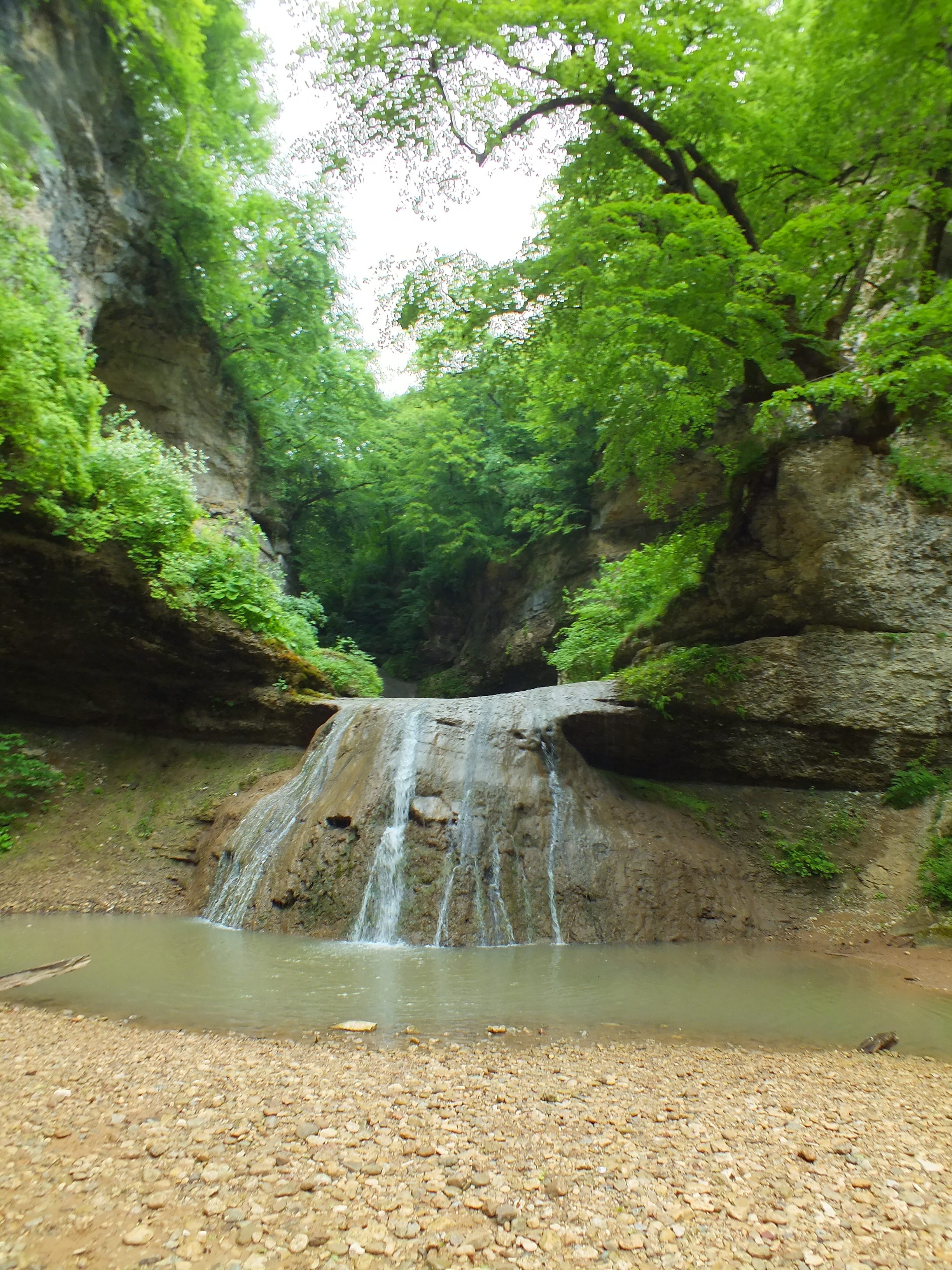
Wodospad Czasza liubwi
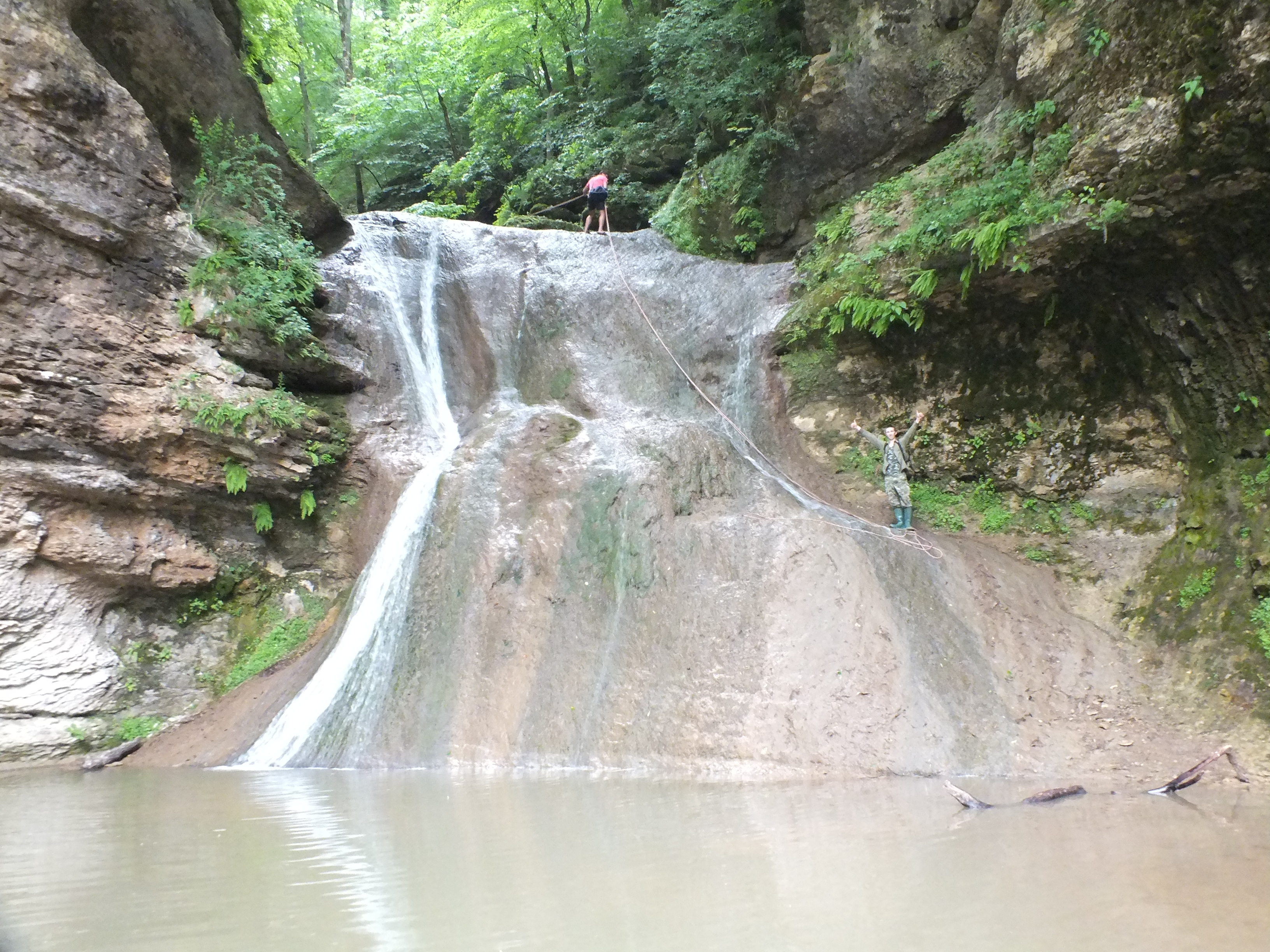
Diewiczji kosy
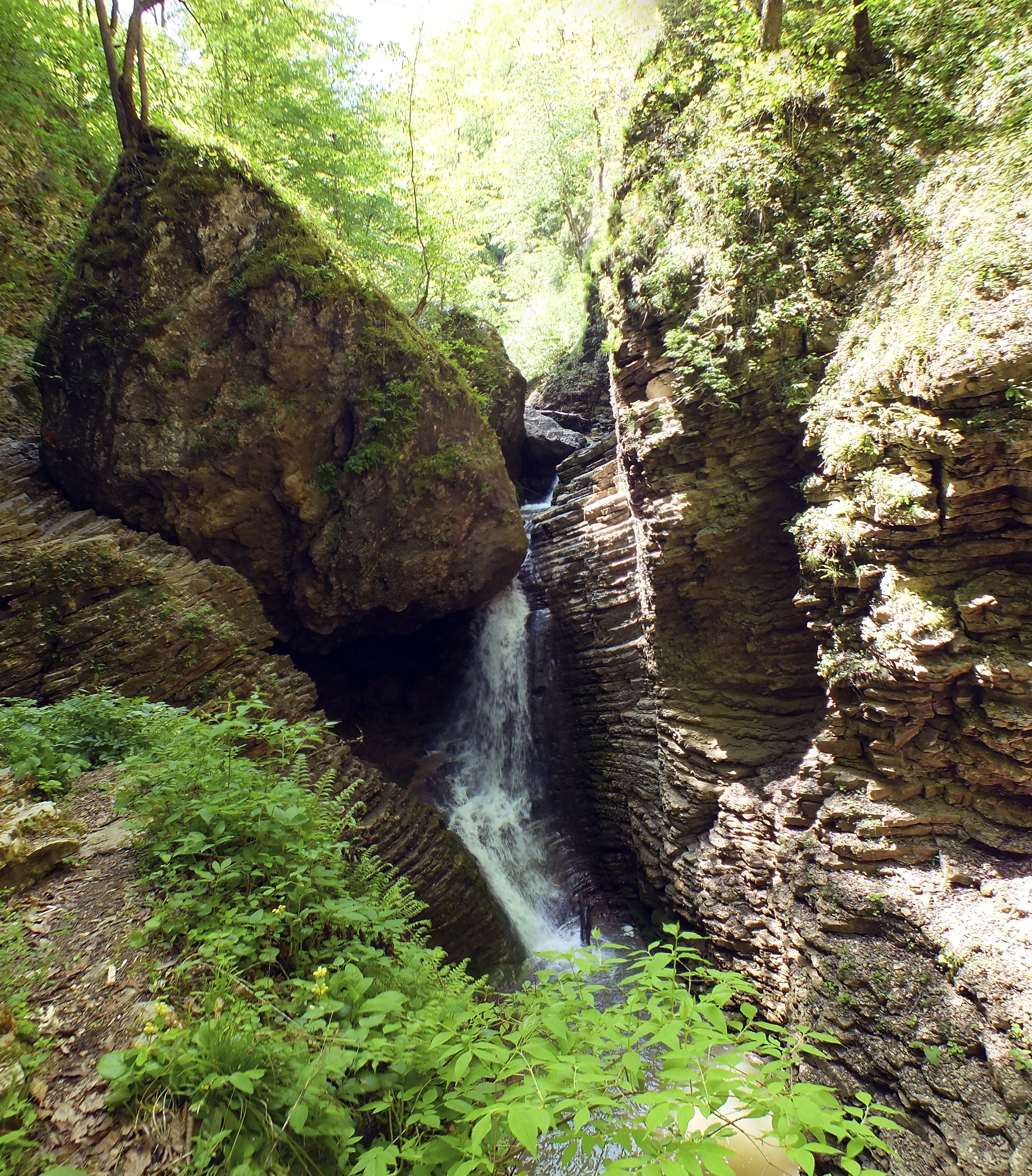
Wodospad Sierdce Rufabgo
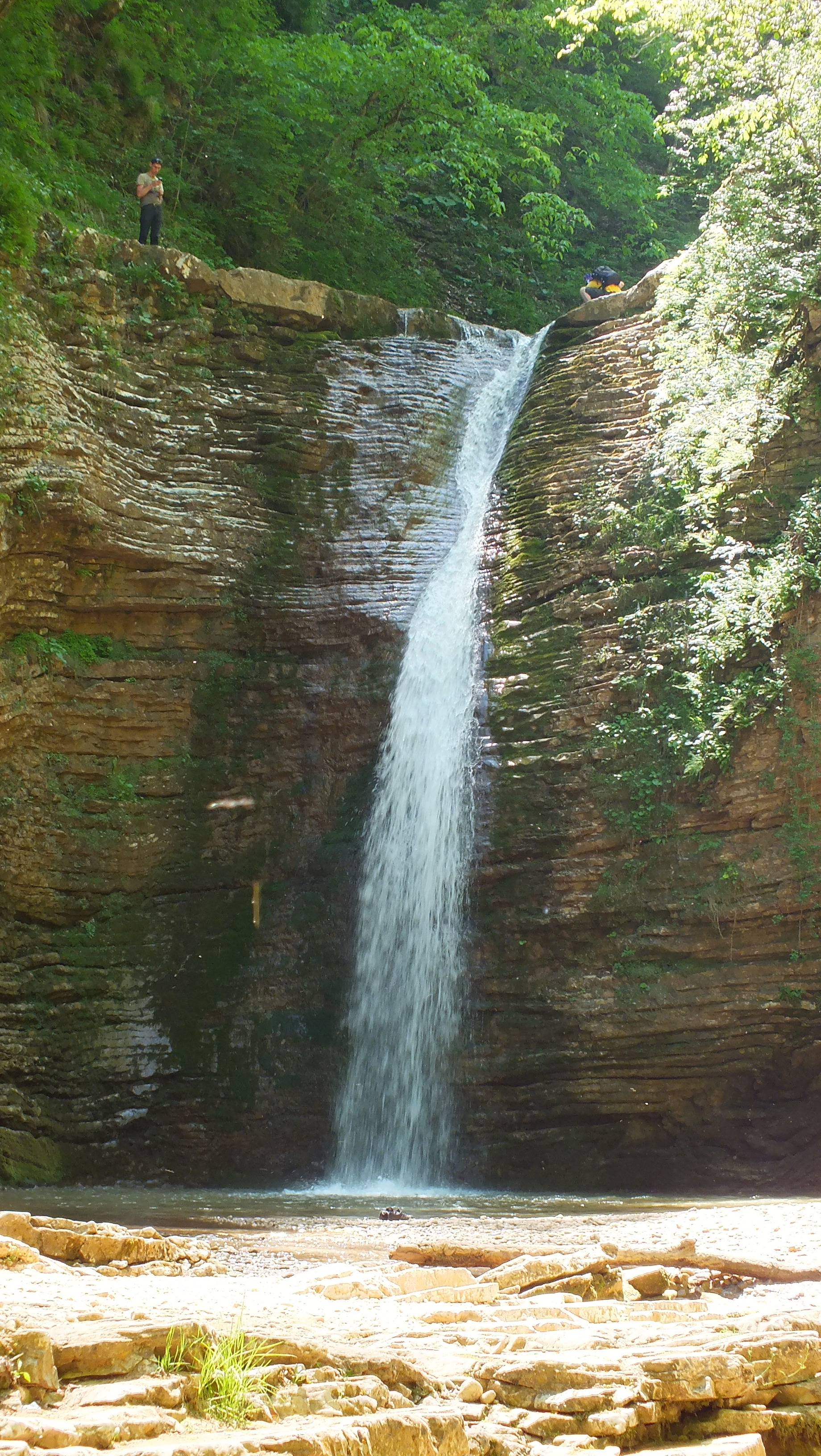
Wodospad Diewiczja kosa
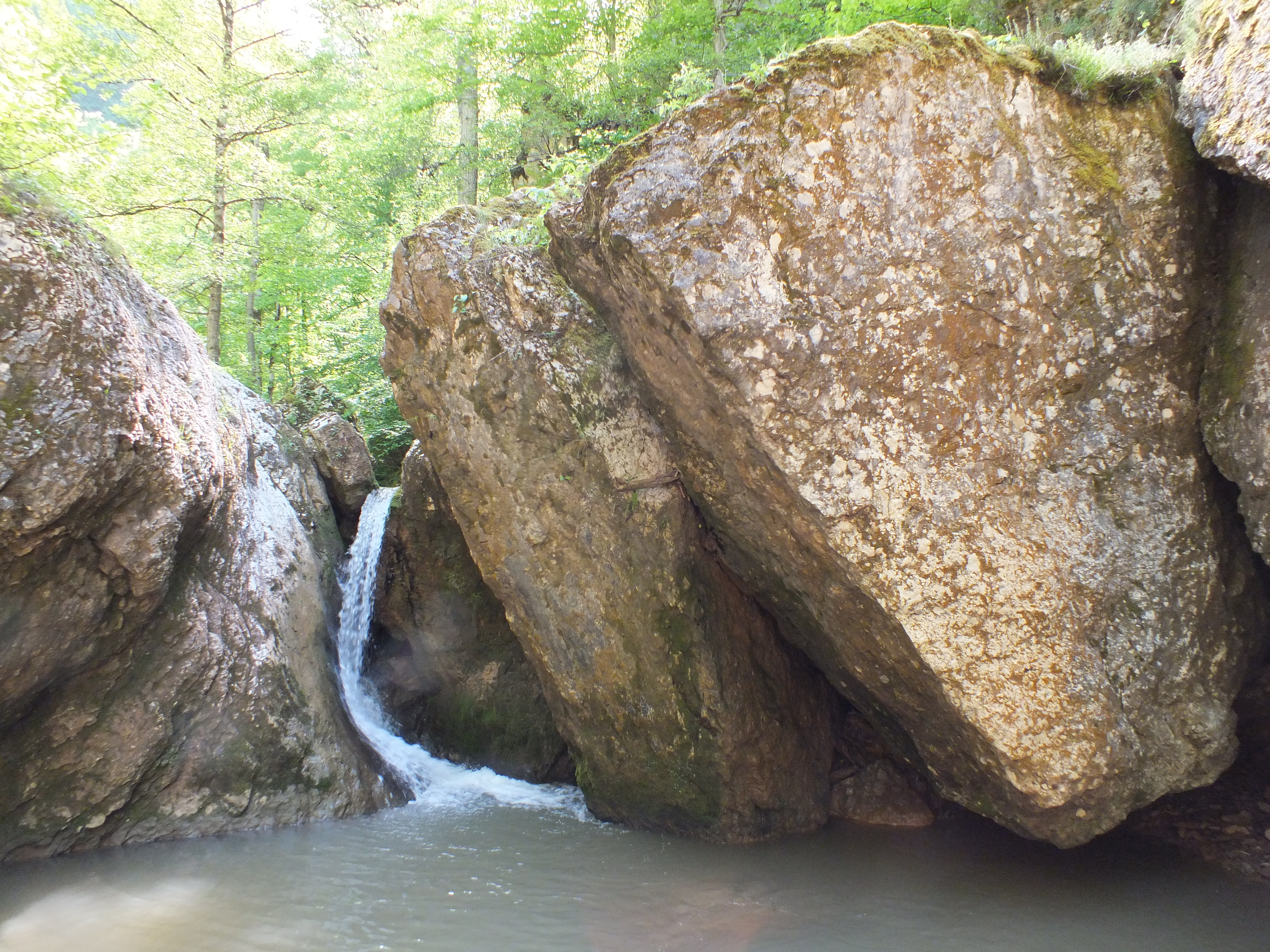
Wodospad Kamniepad
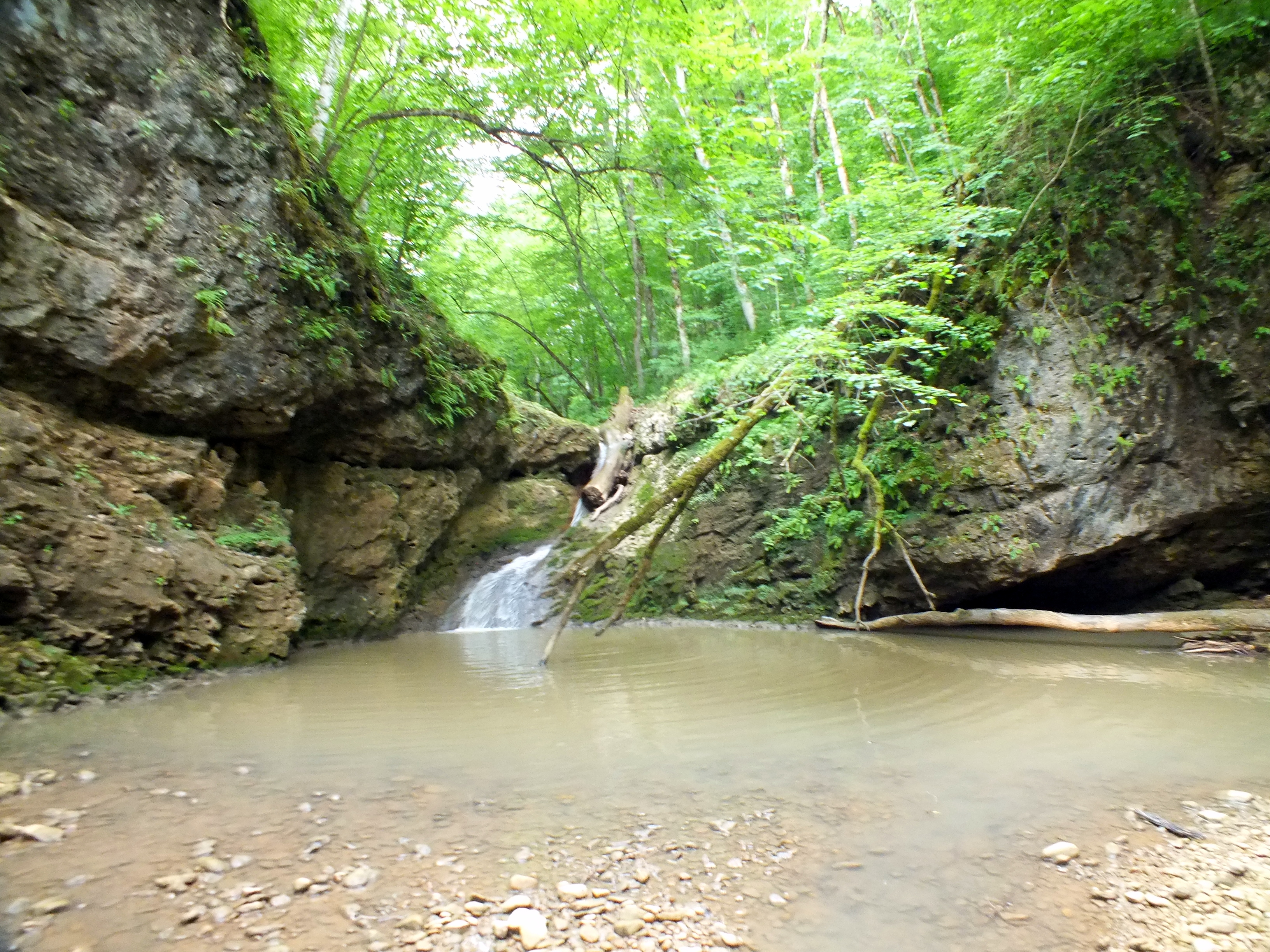
Wodospad Daliokij
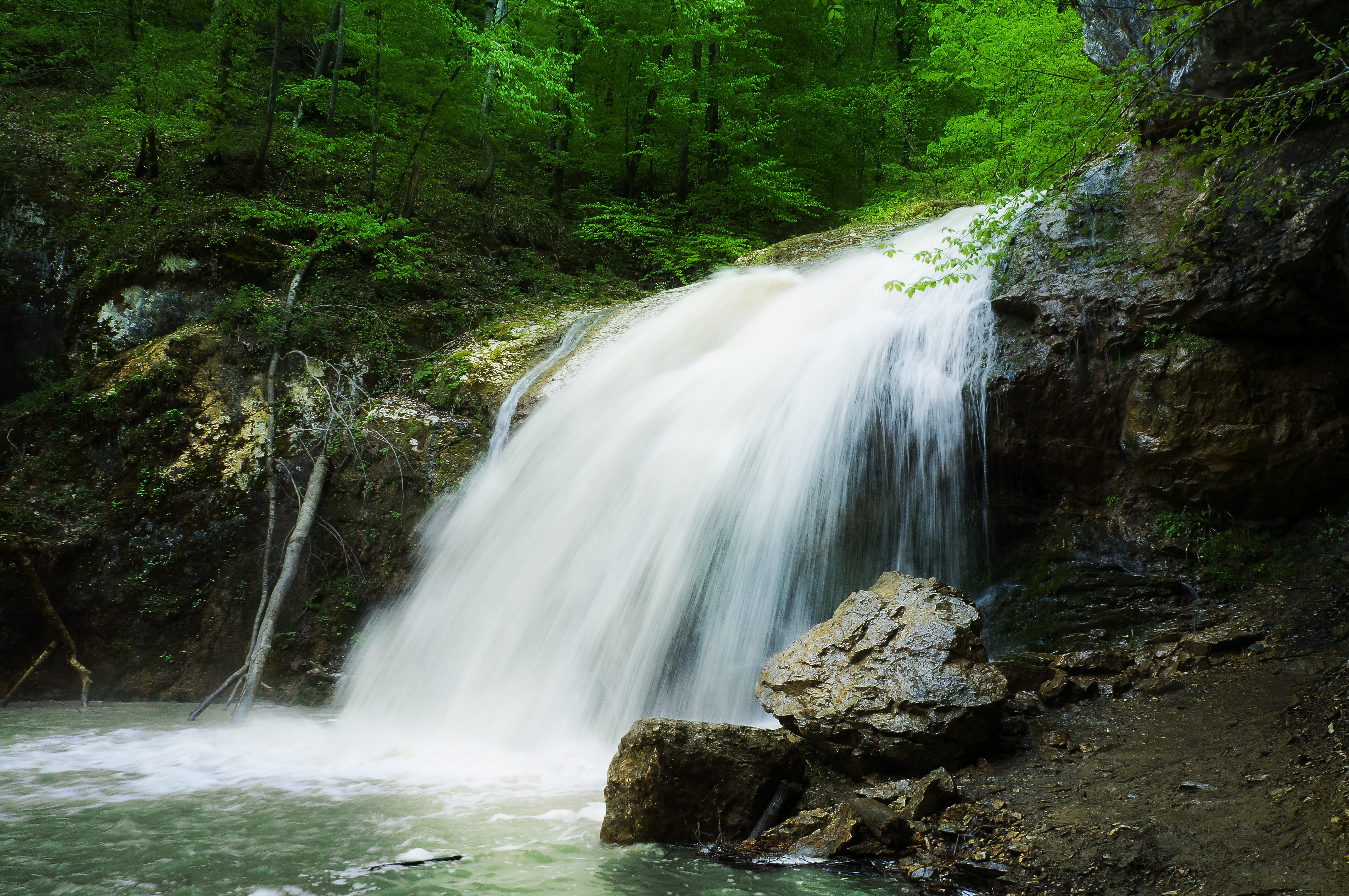
Wodospad Szum